# Bartłomiej Pejo
Bartłomiej Artur Pejo (ur. 4 kwietnia 1985 w Świdniku) – polski polityk, menedżer i samorządowiec, poseł na Sejm X kadencji.

## Życiorys
Ukończył I Liceum Ogólnokształcące im. Stanisława Staszica w Lublinie. Absolwent inżynierii pożarniczej w Szkole Głównej Służby Pożarniczej (uzyskał tytuł zawodowy inżyniera w 2009 oraz magisterium w 2011). Odbył też studia podyplomowe na Politechnice Warszawskiej oraz w Szkole Głównej Handlowej w Warszawie. Został również absolwentem Collegium Humanum. Z zawodu menedżer, związany z w sektorem motoryzacyjnym. Został prezesem Stowarzyszenia „Świdnicki Klub Motocyklowy Usarz” oraz prezesem Fundacji Kisiela.
Dołączył do partii KORWiN (przemianowanej w 2022 na Nową Nadzieję). Stanął na czele jej struktur okręgowych, później objął funkcję wiceprezesa ugrupowania. Pełnił też funkcję prezesa Partii Kierowców, w 2022 wykreślonej z ewidencji partii politycznych.
W wyborach samorządowych w 2018 z listy PiS uzyskał mandat radnego powiatu świdnickiego. W listopadzie tego samego roku powołany na funkcję wicestarosty w nowym zarządzie powiatu. W wyborach do Parlamentu Europejskiego w 2019 bez powodzenia kandydował z ramienia Konfederacji KORWiN Braun Liroy Narodowcy (zdobył 7145 głosów). W wyborach parlamentarnych w tym samym roku był kandydatem Konfederacji Wolność i Niepodległość w okręgu warszawskim; dostał 9634 głosy, nie uzyskując mandatu.
W 2023 został wybrany do Sejmu X kadencji. Kandydował z pierwszego miejsca Konfederacji w okręgu lubelskim, otrzymując 26 037 głosów. Został przewodniczącym Komisji Cyfryzacji, Innowacyjności i Nowoczesnych Technologii, wszedł również w skład Komisji Infrastruktury oraz Komisji Samorządu Terytorialnego i Polityki Regionalnej.

## Życie prywatne
Zawarł związek małżeński z Korynną Korwin-Mikke, córką Janusza Korwin-Mikkego.